# جوناس وارويك
جوناس وارويك (بالإنجليزية: Jonas Warwick)‏ (1803 - 9 أغسطس 1873) هو لاعب كريكت بريطاني (وحمل سابقاً جنسية المملكة المتحدة لبريطانيا العظمى وأيرلندا).